# Любомир Фейса
Любомир Фейса (серб. Ljubomir Fejsa, нар. 14 серпня 1988, Кула) — сербський футболіст, опорний півзахисник клубу «Аль-Аглі» та збірної Сербії.
Насамперед відомий виступами за клуби «Хайдук» (Кула) та «Партизан», а також за національну збірну Сербії.

## Клубна кар'єра
Народився у Сербії в родині русинів. Фейса більш-менш вільно володіє кількома мовами (в тому числі і українською). Вихованець футбольної школи клубу «Хайдук» (Кула). Дорослу футбольну кар'єру розпочав у 2002 році в основній команді того ж клубу, в якій провів шість сезонів, взявши участь у 58 матчах чемпіонату. 
Своєю грою за цю команду привернув увагу представників тренерського штабу клубу «Партизан», до складу якого приєднався 2008 року. Відіграв за белградську команду наступні три сезони своєї ігрової кар'єри.
До складу клубу «Олімпіакос» приєднався в 2011 році. Відіграв протягом двох сезонів, обидва з яких були переможними для його команди, 20 матчів в національному чемпіонаті.
23 серпня 2013 року став гравцем португальської «Бенфіки», підписавши з клубом 5-річний контракт. «Бенфіка» заплатила за гравця 4,5 млн євро. Фейса дебютував за новий клуб 19 вересня того ж року у матчі Ліги чемпіонів проти бельгійського «Андерлехта».
29 січня 2020 на правах оренди до кінця сезону став гравцем іспанського «Алавеса».
24 вересня 2020 став гравцем саудівського «Аль-Аглі», підписавши з клубом контракт на 2 сезони.

## Виступи за збірні
У 2007 році залучався до складу молодіжної збірної Сербії. На молодіжному рівні зіграв у 23 офіційних матчах, забив 2 голи.
У 2007 році дебютував в офіційних матчах у складі національної збірної Сербії. Наразі провів у формі головної команди країни 25 матчів.

## Титули і досягнення
- Чемпіон Сербії (3):

«Партизан» : 2008–09, 2009–10, 2010–11
- Володар Кубка Сербії (2):

«Партизан» : 2008–09, 2010–11
- Чемпіон Греції (2):

«Олімпіакос»: 2011–12, 2012–13
- Володар Кубка Греції (2):

«Олімпіакос»: 2011–12, 2012–13
- Чемпіон Португалії (5):

«Бенфіка»: 2013–14, 2014–15, 2015–16, 2016–17, 2018–19
- Володар Кубка Португалії (2):

«Бенфіка»: 2013–14, 2016–17
- Володар Кубка португальської ліги (3):

«Бенфіка»: 2013–14, 2014–15, 2015–16
- Володар Суперкубка Португалії (4):

«Бенфіка»: 2014, 2016, 2017, 2019